# مترو دبي
مترو دبي هو شبكة سكك حديدية سريعة لنقل الأفراد تخدم مدينة دبي، الإمارات العربية المتحدة. يعمل كل من الخط الأحمر والخط الأخضر للمترو بشكل كامل، وفي عام 2020 أضيف مسار جديد للمترو يتفرع من الخط الأحمر ويصل إلى موقع إقامة فعاليات إكسبو 2020 بتكلفة بلغت 10.6 مليار درهم، افتتح هذا المسار بشكل جزئي في أوائل عام 2021.
يمتد الخطان الأحمر والأخضر تحت الأرض في وسط المدينة وعلى جسور مرتفعة في أماكن أخرى، كل القطارات المستخدمة في المترو تعمل بشكل أوتوماتيكي بدون سائق، ومجهزة بنظام تكييف، وتحتوي على أبواب زجاجية تفصل بين سكة القطار ومقصورة الركاب من أجل سلامة الركاب. قامت شركة إيداس بأعمال التصميم (الهندسة المعمارية) لمحطات المترو الـ 45، بالإضافة إلى مستودعين ومركزين للتحكم التشغيلي، بينما تولّت شركة الغرير للإستثمار القيام بأعمال البناء.
افتتح الشيخ محمد بن راشد آل مكتوم حاكم دبي القسم الأول من الخط الأحمر الذي يغطي 10 محطات في تمام الساعة 9:09:09 مساءً يوم 9 سبتمبر 2009، وأصبح المترو متاحًا للجمهور وجاهزًا للاستخدام في الساعة 6 صباحًا (بالتوقيت العالمي) في اليوم التالي (أي في 10 سبتمبر). مترو دبي هو أول شبكة قطارات حضرية في شبه الجزيرة العربية والثانية في العالم العربي (بعد مترو القاهرة) أو الثالثة (إذا احتسب مترو بغداد ذو المسار السطحي والخدمة المحدودة). أعلن في أبريل 2015 عن توسعة كبيرة للخط الأحمر لإضافة 15 كيلومترًا من السكة الحديدية وتمديدها من مول ابن بطوطة إلى موقع إكسبو 2020، حيث ستضيف هذه التوسعة 7 محطات مترو جديدة.
استخدم أكثر من 110 آلاف شخص أو ما يقرب من 10 في المائة من سكان دبي المترو في أول يومين من تشغيله. نقل مترو دبي 10 ملايين راكب منذ إطلاقه في 9 سبتمبر 2009 حتى 9 فبراير 2010 مع تشغيل 11 محطة على الخط الأحمر.
كان مترو دبي هو أطول شبكة مترو بدون سائق في العالم بطول يبلغ 75 كيلومترًا (47 ميل)حتى عام 2016 كما وثقته موسوعة غينيس للأرقام القياسية، لكن هذا الرقم تم تحطيمه من قبل مترو فانكونفر (فانكوفر سكاي ترين ) في عام 2016 الذي أصبح أطول نظام مؤتمت بالكامل في العالم، استعاد مترو دبي اللقب في عام 2021 بافتتاح مسارات جديدة ثم تجاوزه مترو الرياض في ديسمبر 2024.

## التاريخ

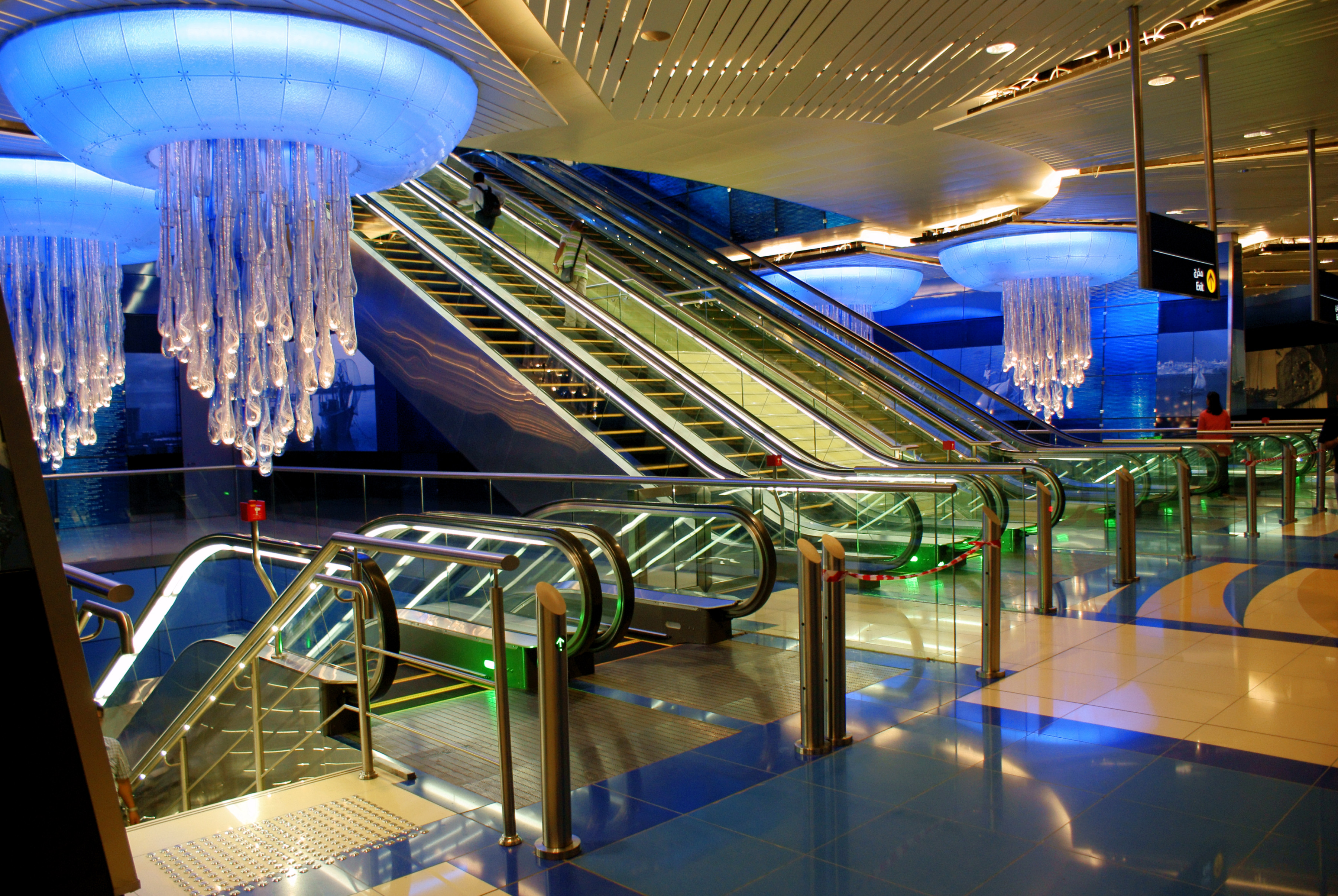
مترو دبي يوم الافتتاح محطة برجمان

حددت دراسات بلدية دبي في عام 1997 حاجة المدينة لنظام سكك حديدية يخفف مستويات حركة المرور المتزايدة ويدعم التنمية الحضرية في دبي. بدأ تخطيط مترو دبي بتوجيه من حاكم دبي الشيخ محمد بن راشد آل مكتوم في عام 2003، استعدادًا لاستقطاب 15 مليون زائر متوقع بحلول عام 2010 والتعامل مع النمو السكاني السريع (3 مليون ساكن متوقع في 2017). اختيرت خمسة اتحادات لبناء القسم الأول في عام 2004.
مُنح عقد تصميم وبناء بقيمة 12.45 مليار درهم إماراتي (3.4 مليار دولار) في مايو 2005 لتحالف خط سكك حديد دبي الذي يضم شركات يابانية مثل ميتسوبيشي للصناعات الثقيلة وميتسوبيشي وأوباياشي وكاجيما وشركة يابي ماركيزي التركية. كما مُنح عقد خدمات إدارة المشاريع وإدارة البناء لتحالف مشترك فرنسي أمريكي من شركتي سيسترا وبارسونز. شملت المرحلة الأولى التي بلغت قيمتها 15.5 مليار درهم إماراتي (4.2 مليار دولار) إنشاء 35 كيلومتر (22 ميل) من الخط الأحمر بين الراشدية والمنطقة الحرة في جبل علي.

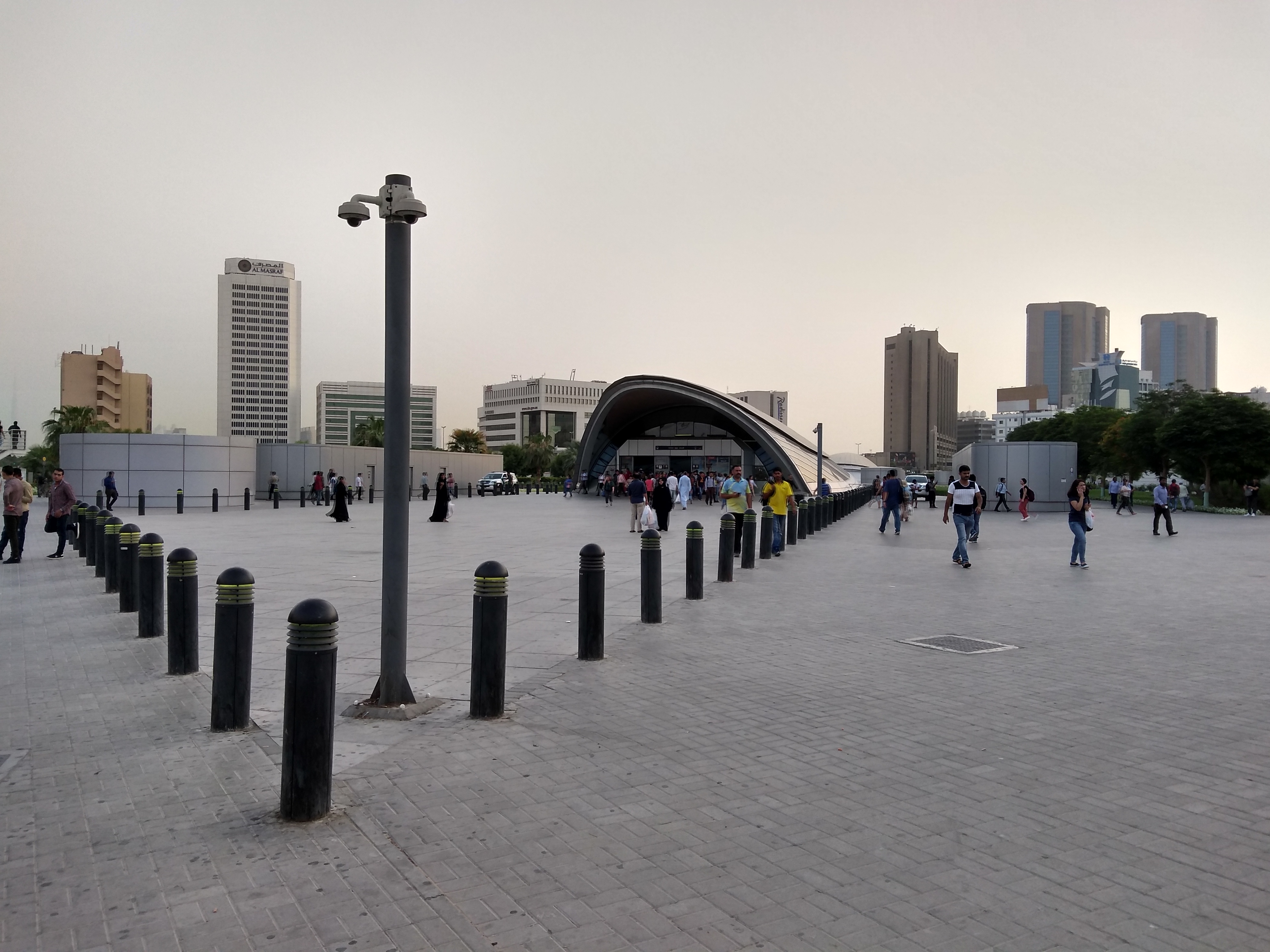
محطة الاتحاد التبادلية بين الخطين الأحمر والأخضر.

بدأ العمل في بناء مترو دبي في 21 مارس 2006. أكد مسؤول في وكالة الطرق والمواصلات في فبراير 2009 أن مشروع مترو دبي، الذي بلغت تكلفته 4.2 مليار دولار أمريكي، سينتهي في الموعد المحدد ولن يتأخر بسبب الأزمة المالية العالمية التي كانت قد ضرب المدينة.

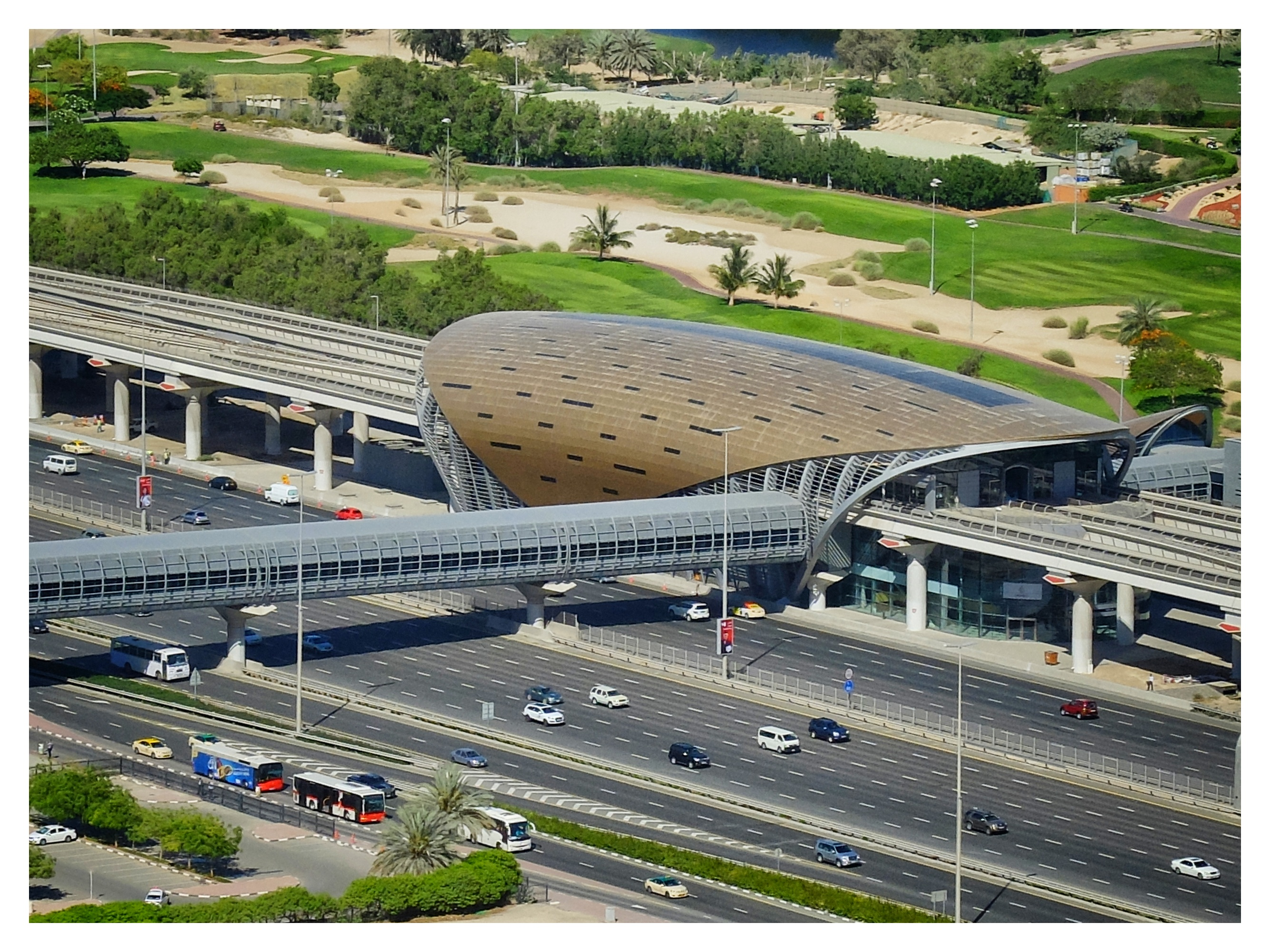
محطة الخيل على الخط الأحمر.

افتتح المشروع الشيخ محمد بن راشد آل مكتوم 10 محطات من أصل 29 محطة من الخط الأحمر في تمام الساعة 9 و9 دقائق و9 ثواني في يوم 9 سبتمبر 2009. استخدم المترو في اليومين الأولين أكثر من 110,000 شخص، ما يعادل نحو 10% من سكان دبي في ذلك الوقت. فُتح الخط الأحمر بالكامل للجمهور في الساعة 6 صباحًا يوم 10 سبتمبر 2009. نقل مترو دبي 10 ملايين مسافر منذ إطلاقه في 9 سبتمبر 2009 إلى 9 فبراير 2010، وفتح في تلك الفترة أيضًا 11 محطة في الخط الأحمر.
افتُتحت سبع محطات إضافية على الخط الأحمر لمترو دبي في 30 أبريل 2010 وأضيفت عشرة قطارات جديدة على الخط، ليرتفع العدد الإجمالي للقطارات العاملة إلى 22 قطار، افتُتحت ثلاث محطات أخرى وفي 15 مايو 2010، وخمس محطات أخرى في 15 أكتوبر 2010. افتُتحت محطة مركز دبي للسلع المتعددة ومحطة إضافية على الخط الأحمر في 11 مارس 2011، تلتها محطة مركز الإمارات العربية المتحدة للصرافة في 12 ديسمبر 2012. افتتحت محطتين على الخط الأخضر في 1 مارس 2014.
ووجه الشيخ محمد بن راشد آل مكتوم نائب رئيس الدولة رئيس مجلس الوزراء حاكم دبي توجيهاته لتحويل محطات مترو دبي إلى متاحف فنية تحت إشراف هيئة دبي للثقافة والفنون في أوائل أبريل 2014، ويهدف المشروع إلى عرض الفن المعاصر والحديث.
أُعلن عن تمديد الخط الأحمر بطول 15 كيلومترًا ليربط منطقة إكسبو 2020 في سبتمبر 2016. اكتمل المشروع وافتتح رسميًا في 8 يوليو 2020. تولت شركة الاستشارات الهندسية أتكنز تصميم وإدارة الأعمال المدنية متعددة التخصصات لهذا التمديد.
أُعلن عن إطلاق الخط الأزرق في 24 نوفمبر 2023 بطول 30 كيلومترًا فيها 14 محطة باستثمارات إجمالية قدرها 18 مليار درهم إماراتي. من المتوقع أن يبدأ تشغيل هذا الخط في عام 2029. سيربط الخط الأزرق بين محطة سنتربوينت على الخط الأحمر ومحطة الخور على الخط الأخضر.

## التشغيل
كانت شركة سيركو تشكل مترو دبي بموجب عقد مع هيئة الطرق والمواصلات والذي جدد آخر مرة في مارس 2019. أعلن في مارس 2021 أن الكونسورتيوم الفرنسي الياباني المكون من كيوليس وميتسوبيشي للصناعات الثقيلة سيشغل المترو اعتبارًا من 8 سبتمبر 2021.
يعمل على الخط الأحمر 44 قطارًا تتناوب على المحطات كل 5 إلى 7 دقائق في الأوقات العادية (بمتوسط 8.5 قطار في الساعة) وتصل إلى 3 دقائق و45 ثانية (16 قطارًا في الساعة) في ساعات الذروة. عندما كان يوجد 51 قطارًا على الخط الأحمر في عام 2010، كان الخط يستوعب 11,675 راكبًا في الساعة في كل اتجاه في ساعات الذروة في. زاد عدد القطارات في سبتمبر 2014 إلى 60 قطارًا بقدرة إنتاجية قصوى نظرية تصل إلى 25,720 راكبًا في الساعة.
أما الخط الأخضر فقد كان يعمل عليه 19 قطار بسعة أولية تبلغ 6,395 راكبًا في الساعة لكل اتجاه في سبتمبر 2014. ثم زادت الطاقة التصميمية لهذا الخط إلى 60 قطارًا تستوعب 13,380 راكبًا في الساعة.

### الإشارات
توفر شركة حلول تاليس لإشارات السكك الحديدية نظام التحكم في القطارات القائم على الاتصالات SelTrac IS وتقنية التحكم المركزي NetTrac لتمكين الأتمتة الكاملة للقطارات. تقدر السرعة القصوى للقطارات بحوالي 95 كم/س (59 ميل/س)، أي أن وقت رحلة الخط الأحمر ذهابًا وإيابًا يبلغ ساعتين و23 دقيقة والخط الأخضر ساعة و23 دقيقة.

### عدد الركاب
استخدم أكثر من 280,000 راكب مترو دبي في الأسبوع الأول من تشغيله في سبتمبر 2009. وبعد الشهر الأول من التشغيل المحدود بلغ إجمالي الركاب الشهري 1,740,578 راكبًا أي ما يعادل أقل من 60,000 مسافر يوميًا.
ارتفع عدد الركاب إلى 103,002 راكب/يوم مع افتتاح المزيد من المحطات في مايو 2010 ووصل إلى 130,000/يوم بحلول بداية أكتوبر 2010. لوحظ أن عدد ركاب الخط الأحمر بلغ 180,000/يوم في 9 سبتمبر 2011. ارتفع الركاب إلى 377,000/ يوم في عام 2013، 64٪ منهم ركاب الخط الأحمر و36٪ الخط الأخضر. أعلنت هيئة الطرق والمواصلات في النصف الأول من عام 2015 أن 88,252,034 راكبا استخدموا المترو. أعلنت هيئة الطرق والمواصلات في أغسطس 2017 أن إجمالي عدد الرحلات منذ عام 2009 قد تجاوز إجمالي 1 مليار رحلة.

### الإحصائيات
|                       | 2009      | 2010       | 2011       | 2012        | 2013        | 2014        | 2015        | 2016        | 2017        | 2018        | 2019        |
| --------------------- | --------- | ---------- | ---------- | ----------- | ----------- | ----------- | ----------- | ----------- | ----------- | ----------- | ----------- |
| الرحلات (الخط الأحمر) |           |            |            | 104,961     | 115,670     |             |             |             |             |             |             |
| الرحلات (الخط الأخضر) |           |            |            | 93,795      | 94,189      |             |             |             |             |             |             |
| الرحلات (المجموع)     |           |            |            | 198,756     | 209,759     |             |             |             |             |             |             |
| الركاب (الخط الأحمر)  | 6,892,544 | 38,887,718 | 60,024,794 | 71,914,000  | 88,886,539  | 104,000,000 | 121,000,000 | 121,600,000 | 128,054,000 | 132,400,000 |             |
| الركاب (الخط الأخضر)  |           |            | 8,982,256  | 37,576,000  | 48,872,719  | 65,942,000  | 69,708,000  | 69,700,000  | 72,021,000  | 72,000,000  | 70,612,933  |
| الركاب (المجموع)      | 6,892,544 | 38,887,718 | 69,007,050 | 109,490,000 | 137,759,258 | 186,942,000 | 190,708,000 | 191,300,000 | 200,075,000 | 204,000,000 | 202,978,067 |

## الخطوط
يبلغ طول مترو دبي حاليا 89.6 كيلومتر (56 ميل) ومكون من 55 محطة على خطين:
- الخط الأحمر بطول إجمالي يبلغ 67.1 كيلومتر (42 ميل) و35 محطة، منها عند ميناء جبل علي، ومنها عند الجامعة الأمريكية في دبي، من خلال مركز المدينة إلى الراشدية.
- الخط الأخضر بطول إجمالي 22.5 كيلومتر (14 ميل) و20 محطة، من دبي فيستيفال سيتي، على طريق وسط المدينة، مطار دبي الدولي، ومحطة المنطقة الحرة بمطار دبي.

هناك خط ثالث قيد الإنشاء يتوقع تشغيله في 9 سبتمبر 2029 وهو الخط الأزرق بطول 30 كيلومتر (19 ميل) و14 محطة.

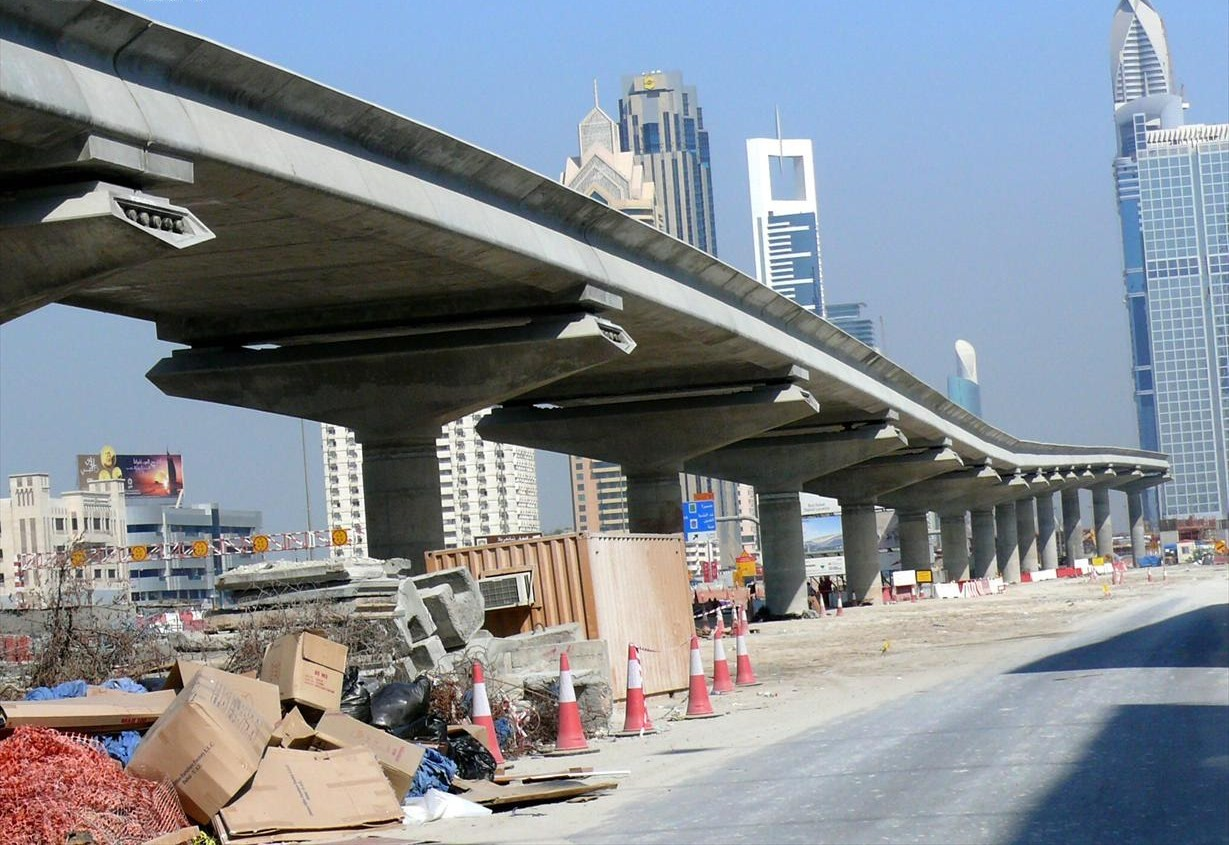
الخط الأحمر نوفمبر 2007.
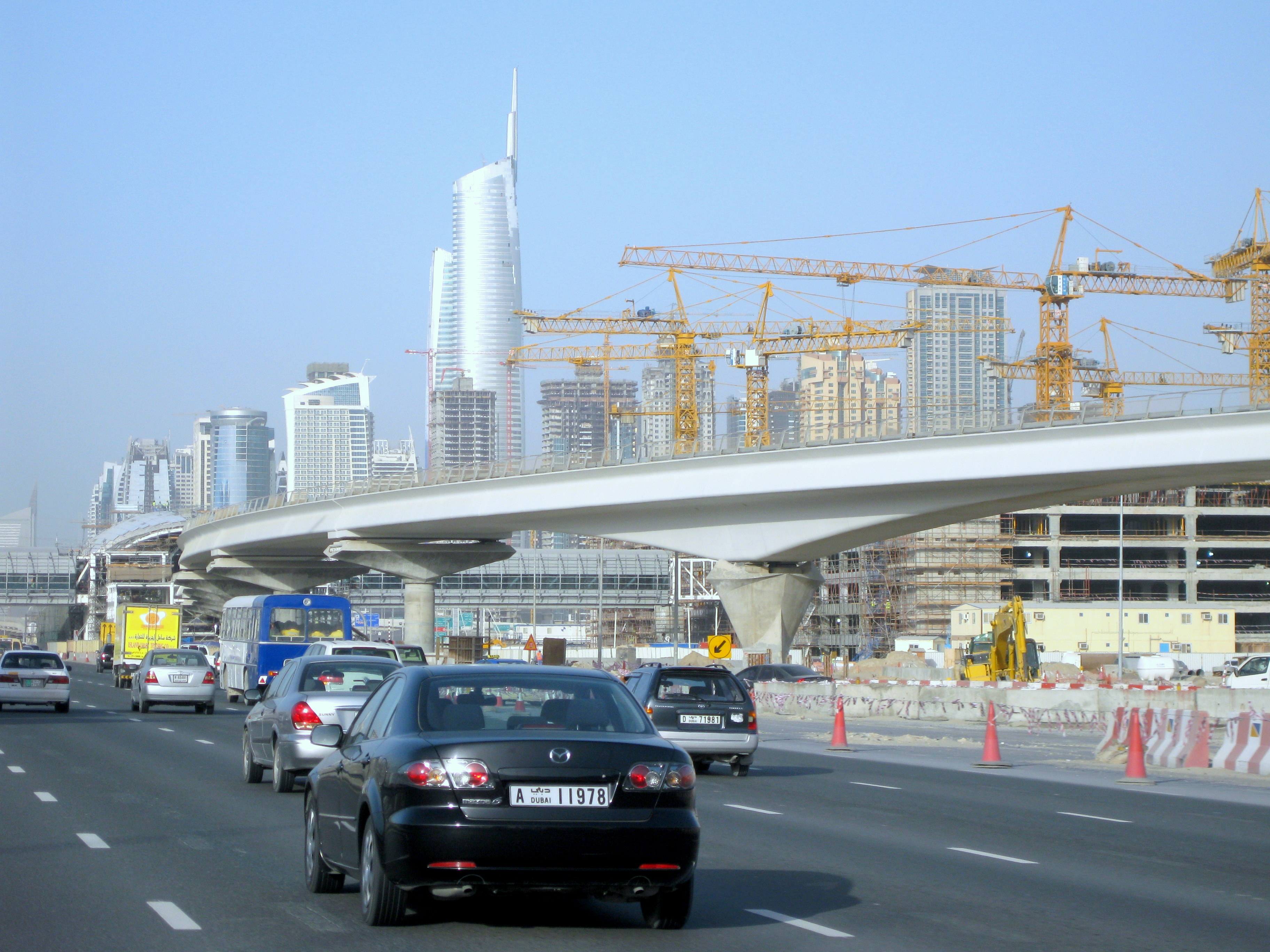
الخط الأحمر فبراير 2009.
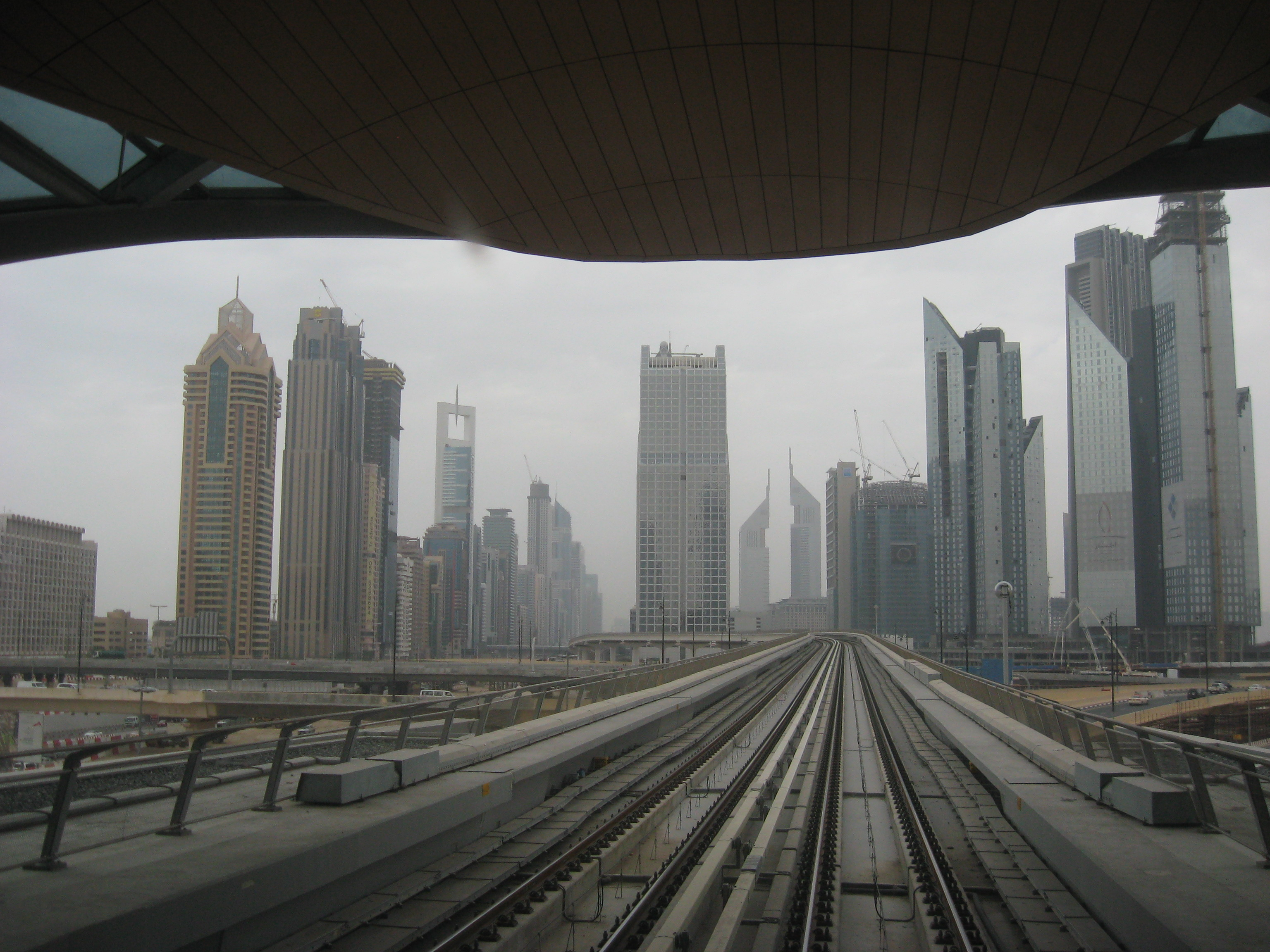
الخط الأحمر بداية محطة المترو مارس 2010.

### الخط الأحمر
يربط الخط الأحمر بين منطقة جبل علي ومنطقة حدود دبي مع الشارقة ويمر بعدد من المعالم السياحية البارزة مثل مول الإمارات ودبي مول وبرج خليفة. بني امتداد جديد للخط الأحمر بطول 15 كيلومترًا (9 ميل) وسبع محطات جديدة تبدأ من محطة جبل علي وتنتهي في إكسبو 2020، يخطط مستقبلًا مد الخط إلى مطار آل مكتوم الدولي. يجري على الخط قطارات جديدة لشركة ألستوم. افتتح الخط على مراحل في عام 2021.

### الخط الأخضر
يمر الخط الأخضر في منطقة دبي القديمة على مواقع تاريخية بارزة مثل متحف دبي وسوق الذهب وسوق التوابل. صممت المحطات القربية من المواقع السابقة بطريقة تتماشى مع الهندسة المعمارية التقليدية لدبي،. كما تحتوي المحطات على صور تعرض مشاهد من الإمارات العربية المتحدة في الستينيات أو ما قبلها، مما يضيف لمسة تاريخية مميزة داخل كل محطة.

### جدول الخطوط
| الخط        | المحطات    | المحطات                               | بداية الأعمال | الافتتاح | أحدث إضافة | الطول كم | عدد المحطات | وقت الرحلة  | متوسط السرعة  |
| ----------- | ---------- | ------------------------------------- | ------------- | -------- | ---------- | -------- | ----------- | ----------- | ------------- |
| الخط الأحمر | سنتر بوينت | مركز الإمارات العربية المتحدة للصرافة | 2006          | 2009     | 2021       | 67       | 34          | 55–75 دقيقة | 60–80 كم/ساعة |
| الخط الأحمر | سنتر بوينت | إكسبو 2020                            | 2016          | 2021     | 2021       | 67       | 34          | 11 دقيقة    | 60–80 كم/ساعة |
| الخط الأخضر | الاتصالات  | الخور                                 | 2006          | 2011     | 2014       | 22.5     | 20          | 39–40 دقيقة | 60–90 كم/ساعة |
| الخط الأزرق | الخور      | مدينة الأكاديمية                      | 2025          | 2029     |            | 30       | 14          |             |               |
| الخط الأزرق | سنتر بوينت | مدينة الأكاديمية                      | 2025          | 2029     |            | 30       | 14          |             |               |

### الخطوط المقترحة
صرحت هيئة الطرق والمواصلات في عام 2011 بعدم وجود خطط قريبة المدى لبناء الخطين الأزرق والأرجواني في السنوات الخمس أو الست المقبلة، بسبب أن منطقة الخطين لا تزال فارغة وغير مطورة.
- الخط البنفسجي: على طول طريق E44 وسيربط بين مطار آل مكتوم الدولي والمحيصنة القريبة من الحدود مع الشارقة.[60]
- الخط الوردي: يخطط أن يمتد الخط الوردي من الشرق إلى الغرب وأن ينتهي في عام 2030.[61]
- الخط الذهبي: أعلنت خطته في أبريل 2008 باسم الخط الأصفر ثم غير اسمه إلى الخط الذهبي في يناير 2013.[62] إحدى المحطات المخطط لها للخط الذهبي هي محطة دبي لاند غرب ميدان.[63] سيربط الخط الذهبي المزارع العربية ومرسى دبي، يقرر افتتاحه بحلول عام 2025. [61]
- امتداد الخط الأحمر: امتداد بطول 15.5 كيلومتر (9.6 ميل) فيها ست محطات جديدة تنتهي عند الحدود مع أبوظبي. لم يعلن عن مواعيد للبداء أو تاريخ الانتهاء المتوقع.[64]

وافقت هيئة الطرق والمواصلات في عام 2014 على اقتراح مد الخط الأحمر من محطة الراشدية إلى سيتي سنتر مردف بزيادة 3.5 كيلومترات، هناك أيضا اقتراح تحت الدراسة لمد الخط إلى الورقاء. ومن المقرر أن يمد الخط الأخضر إلى دبي فستيفال سيتي ولاجونز ومنطقة رأس الخور الصناعية والمدينة العالمية وواحة دبي للسيليكون ومدينة دبي الأكاديمية العالمية.
اعتبارا من عام 2024 لم تبدأ أعمال أو تناقش أي من هذه الخطوط المقترحة وهي معلقة حاليا إلى أجل غير مسمى حتى إشعار آخر.
اقترحت شركة أوركون الهندسية في عام 2018 مد خط مترو سريع بطول 7.5 كم من محطة القيادة على الخط الأخضر حتى الشارقة.

## المحطات

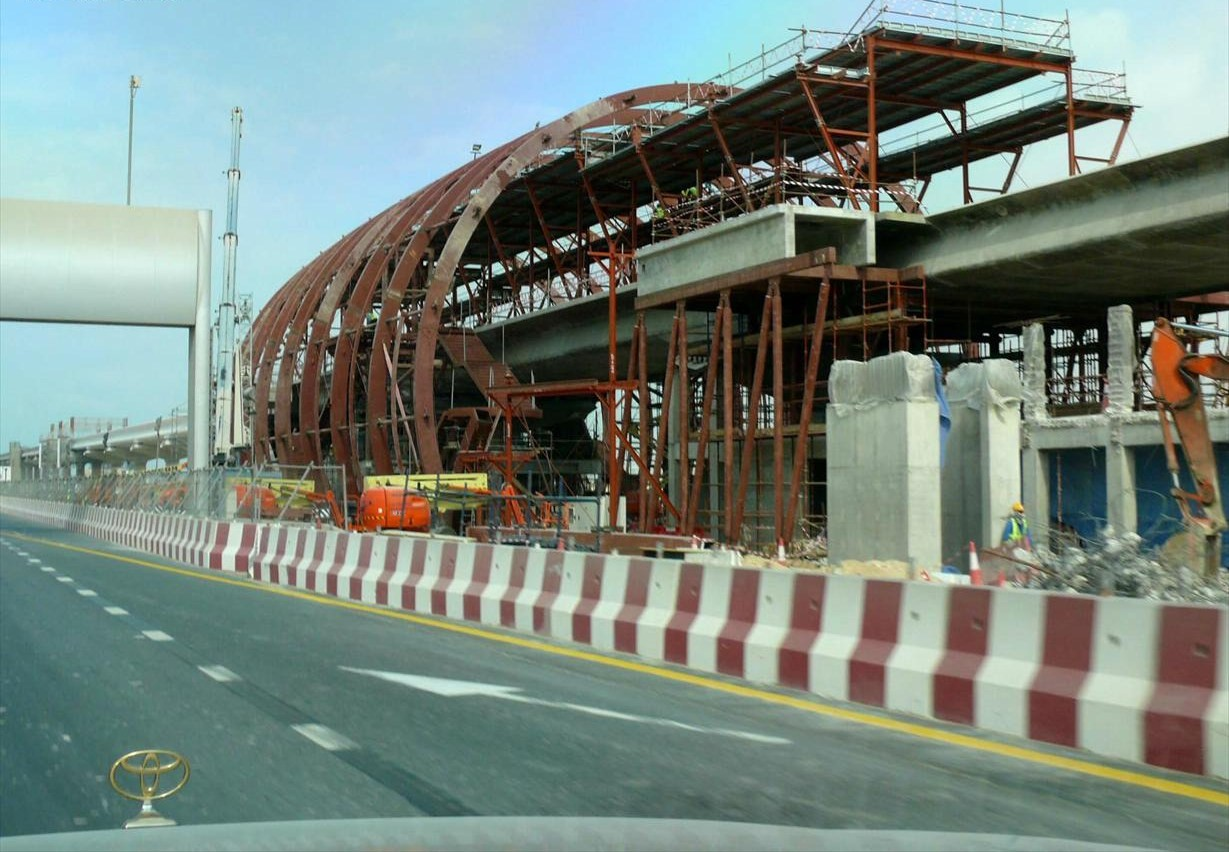
محطة قطار المنطقة الحرة ميناء جبل علي (يناير 2008)

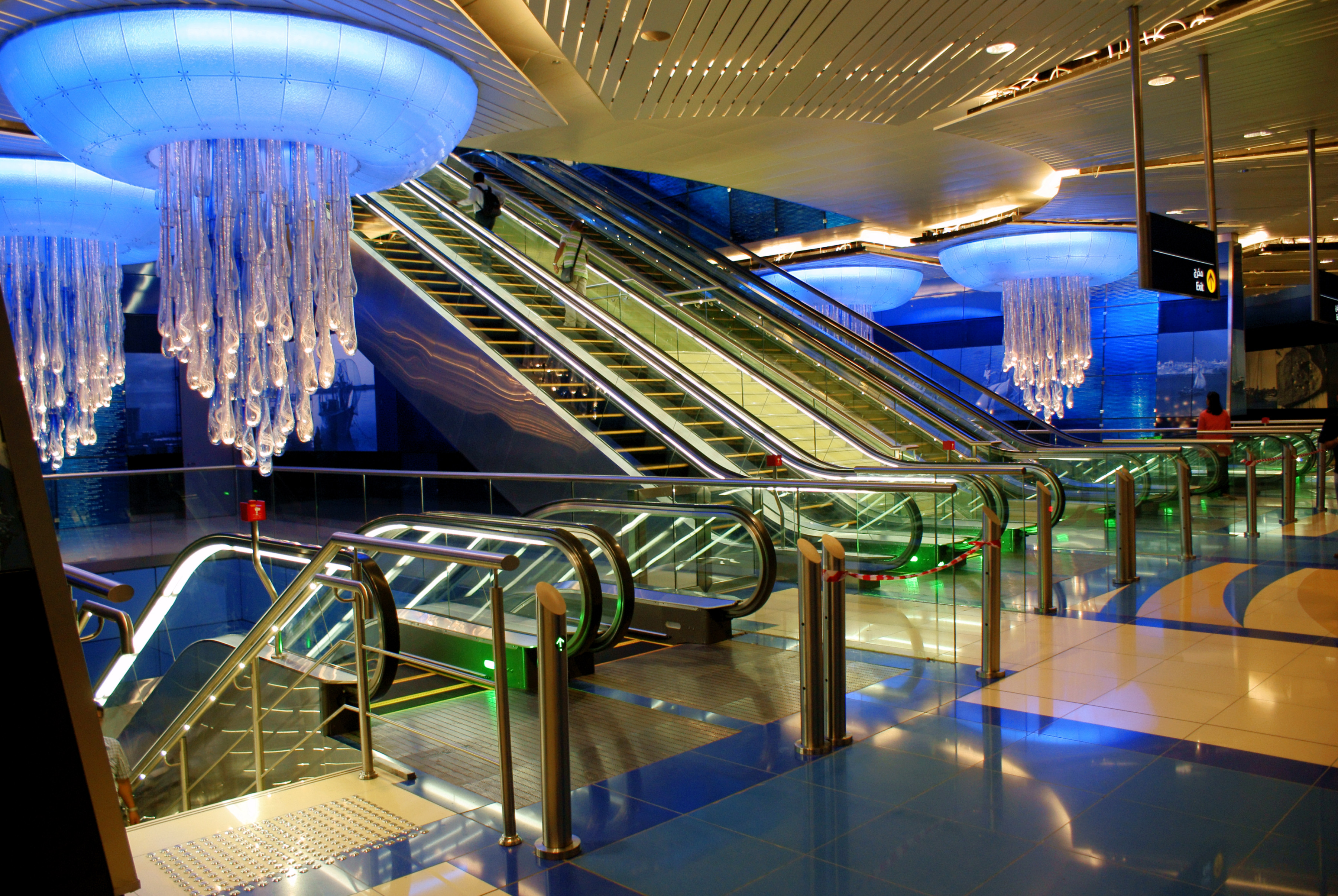
محطة برجمان

صممت شركة الهندسة المعمارية ايداس محطات المترو البالغ عددها 45 محطة ومستودعين ومراكز التحكم التشغيلية. بنت هذه المحطات مجموعة الغرير للاستثمار.

### الإنترنت
توفر خدمة الواي فاي في جميع قطارات ومترو دبي، بتعاون مع شركة دو، يتماشي هذا البرنامج مع برنامج واي فاي الإمارات الذي يتيح خدمة الواي فاي في جميع أنحاء دولة الإمارات العربية المتحدة. كما توفر تغطية الهاتف المحمول في شبكة المترو بالكامل. يمكن للركاب الوصول إلى الإنترنت من من مستويين من الخدمة: الخدمة العادية مجانية أو الخدمة المتميزة مقابل رسوم رمزية.

### أسماء محطات المترو
أطلقت حكومة إمارة دبي مشروعاً للاستثمار في أسماء محطات المترو، يهدف إلى المساهمة في تكلفة الأعمال الإنشائية للمشروع وذلك بتأجير أسماء 23 محطة من إجمالي 47 محطة على خطي المترو حيث تم إطلاق أسماء بعض المحطات على أماكن بارزة ومعروفة في دبي بشكل استثماري.

## القطارات

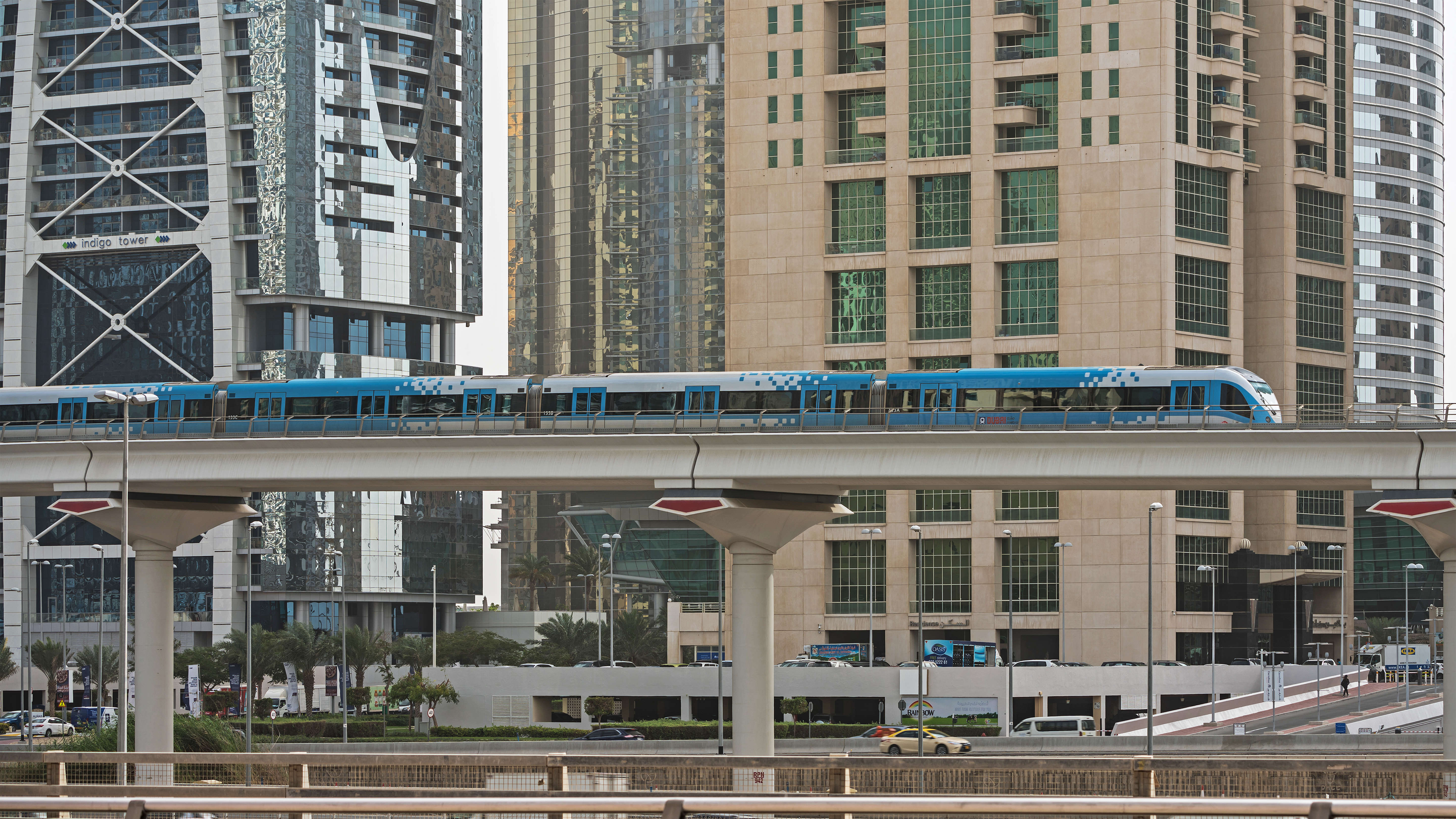
مترو في مرسى دبي

قامت شركة كينكي شاريو اليابانية بصنع ما مجموعه 79 قطارًا مكونًا من خمس عربات (60 للخط الأحمر و19 للخط الأخضر). صممت قطارات الشركة لاستيعاب 643 راكبًا جالس وواقف، تحتوي القطارات على ثلاث فئات: الدرجة الذهبية والدرجة الذهبية للنساء والأطفال فقط والدرجة الفضية العادية.
سلمت الشركة أول القطارات إلى المترو في مارس 2008. هذه القطارات بدون سائق وتستخدم تيار السكك الحديدية الثالث. يرافق الحراس المدربون الركاب لتقديم المساعدة في حالات الطوارئ.
استخدم تم تقديم 50 قطارًا جديدًا من طراز ألستوم ميتروبوليس في نوفمبر 2018. هذه القطارات ذات سعة أكبر تصل إلى 696 راكبًا بزيادة حوالي 10% عن الطراز السابق. القطارات الجديدة تتميز بتصميم داخلي حديث يشمل تحسينات في التكييف وخرائط رقمية وتحسين للسرعة والمكابح والأبواب.

## الدفع
تماشيا مع التطور الإلكتروني في دبي ولأن مترو دبي يتبع إلى هيئة الطرق والمواصلات في دبي فإن طريقة الدفع في مترو دبي تكون باستخدام بطاقة نول الإلكترونية المعتمدة للدفع في الهيئة ويتم خصم ثلاثة دراهم عن كل رحلة بشكل عام وهناك فئات أخرى للدفع في المترو.

## "مدينة الـ 20 دقيقة"
تهدف الخطة التي تعرف باسم "مدينة الـ 20 دقيقة"، إلى "زيادة عدد السكان حول المحطات، بالإضافة إلى تعزيز تنوع المساحات السكنية والتجارية والمكاتب والخدمات حول المترو"بهدف تمكين وصول السكان إلى معظم الخدمات والمرافق الأساسية في نطاق 20 دقيقة"حيث سيقيم 55٪ من السكان على بعد 800 متر من محطات المترو، وسيتم توفير 80% من احتياجات السكان في مدة لا تتجاوز 20 دقيقة، سيراَ على الأقدام أو باستخدام الدراجة الهوائية

## الجوائز
فاز مترو دبي بثلاث جوائز في التميز على مستوى الشرق الأوسط حيث حصل على جائزة أفضل مشروع قطارات للعام 2012، وجائزة الرؤية في مجال القطارات، وجائزة ثالثة تقديرية في مجال المحافظة على البيئة.

## الحوادث
- 10 سبتمبر 2009: تعطل أحد قطار المترو وتقطعت السبل بركابه لمدة ساعتين حتى نقلوا لقطار ثان.[83]
- 28 فبراير 2010: تأثر الآلاف من الركاب بعد إغلاق جزء من الخط الأحمر لمترو دبي بسبب حريق صغير على المسار. أغلق جزء الخط بين محطة الجافلية بالقرب من حديقة زعبيل ومحطة المبنى رقم 3 في حوالي الساعة 7 مساءً، وظل مغلقًا حتى صباح يوم الاثنين. أخليت قطارات محطات برجمان ومحطة الاتحاد ومحطة الرقة. وأكد متحدث باسم هيئة الطرق والمواصلات في دبي وجود دخان على مسار المترو بين محطتي الاتحاد وبرجمان، إلا أن مسؤولي الهيئة لم يعلقوا على سبب الحادث.[84]
- 25 ديسمبر 2011: أفاد الركاب أن بعض القطارات توقفت والبعض الآخر تحركت ببطء. وأكدت هيئة الطرق والمواصلات أن كلا الخطين الأحمر والأخضر للمترو واجها بعض المشكلات الفنية.[85]
- 3 ديسمبر 2012: ألقى رجل بنفسه تحت قطبان المترو ودهسه القطار الآلي، وهي أول حالة انتحار بالمترو.[86]
- 12 أغسطس 2014: توقف قطار رقم 5075 بين محطتي الكرامة والجافلية بسبب عطل فني في حوالي الساعة 7 مساء. ذكر مسؤول في هيئة الطرق والمواصلات أن قطار الخط الأحمر تعرض لعطل كهربائي تسبب في توقف الخدمة بين محطتي الاتحاد والخليج التجاري أدى إلى تعطيل حركة المترو واحتجاز حوالي 2000 راكب. بينما لم يواجه الخط الأخضر أي مشاكل. كسر ركاب القطار المتوقف باب الطوارئ باستخدام المطرقة وفتحوا الباب وساروا على جسر المترو إلى محطة مترو الكرامة. عاد المترو للعمل بشكل طبيعي بعد ساعتين.[87]
- 29 أكتوبر 2014: توقفت القطارات بين محطة الخليج التجاري ومحطة نخيل عن العمل في كلا الاتجاهين بسبب خلل فني، عاد للعمل بعد ساعة واحدة.[88]
- 3 أبريل 2016: تعطل قطار الخط الأحمر في المساء، وعاد للعمل بعد 30 دقيقة.[89]
- 24 أغسطس 2017: انتحر رجل في محطة مترو نور بنك، أغلقت المحطة لمدة ساعة واحدة بعد الحادث.[90]
- 6 نوفمبر 2017: توقفت قطارات الخط الأحمر بسبب خلل فني بالقرب من أبراج بحيرات جميرا (مركز دبي للسلع المتعددة حاليا) ومحطات الإمارات للصرافة. عادت الخدمات لطبيعتها في الساعة 12:32 ظهرا.[91]
- 16 أبريل 2024: أغلقت محطات أون باسيف وإكويتي والمشرق والطاقة لعدة أسابيع لعدة أسابيع بسبب الأمطار الغزيرة في فيضانات الخليج العربي 2024.[92]

## معرض الصور

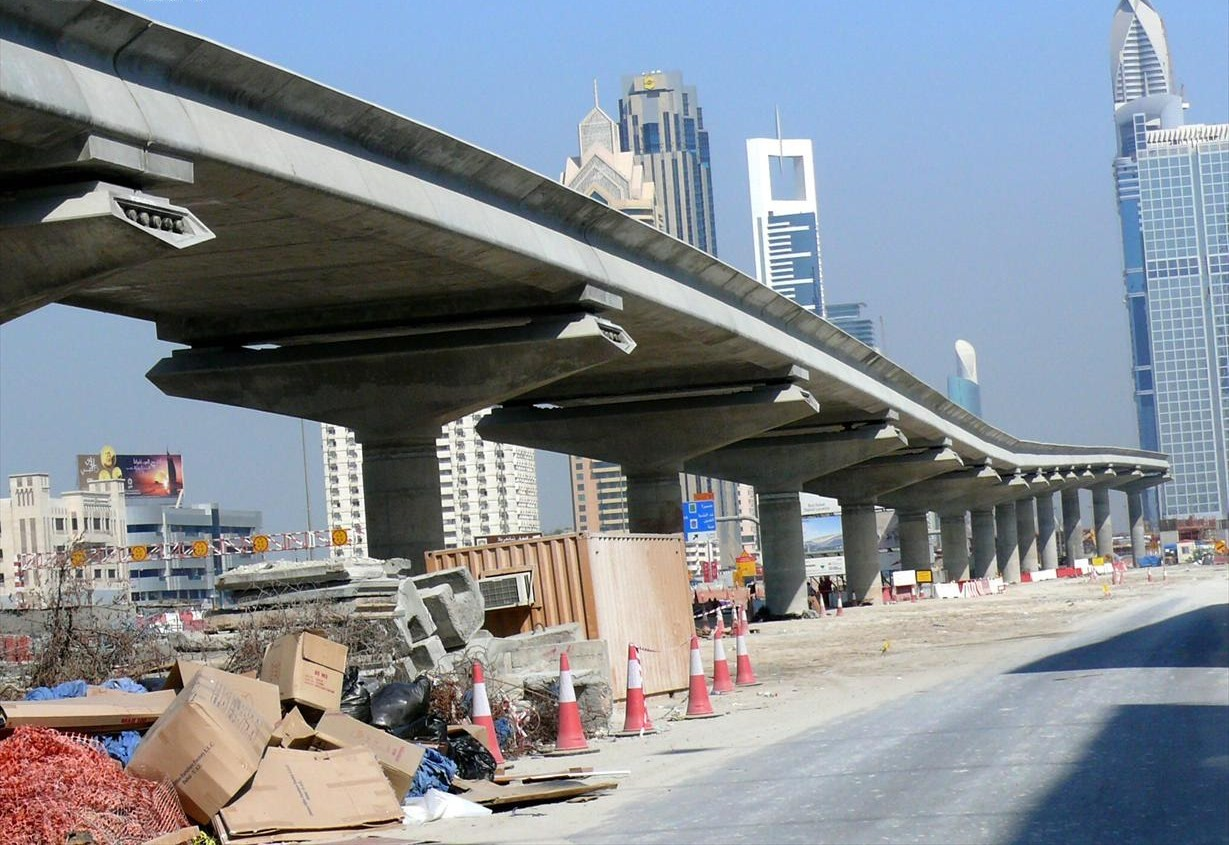
الخط الأحمر نوفمبر 2007.
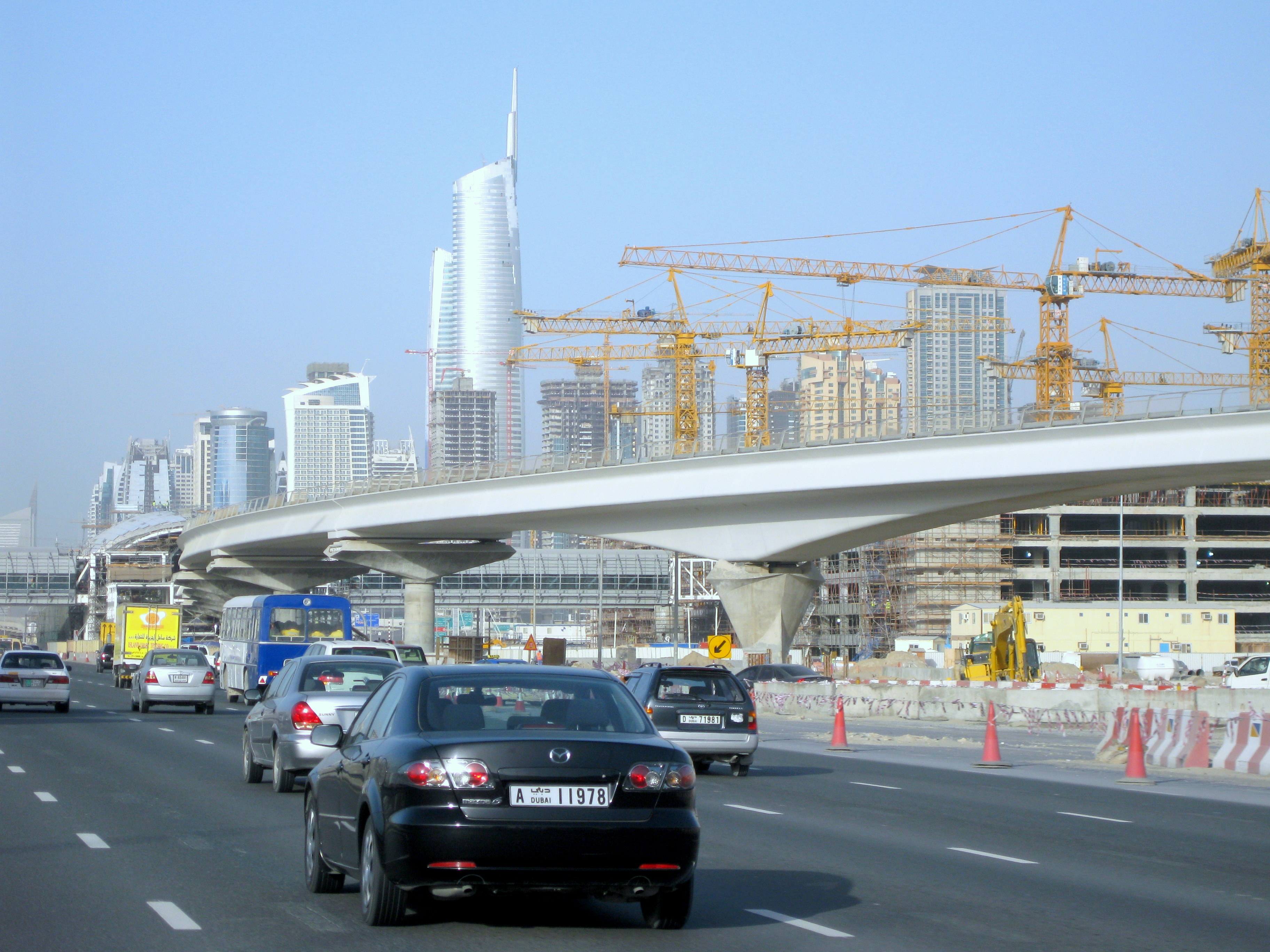
الخط الأحمر فبراير 2009.
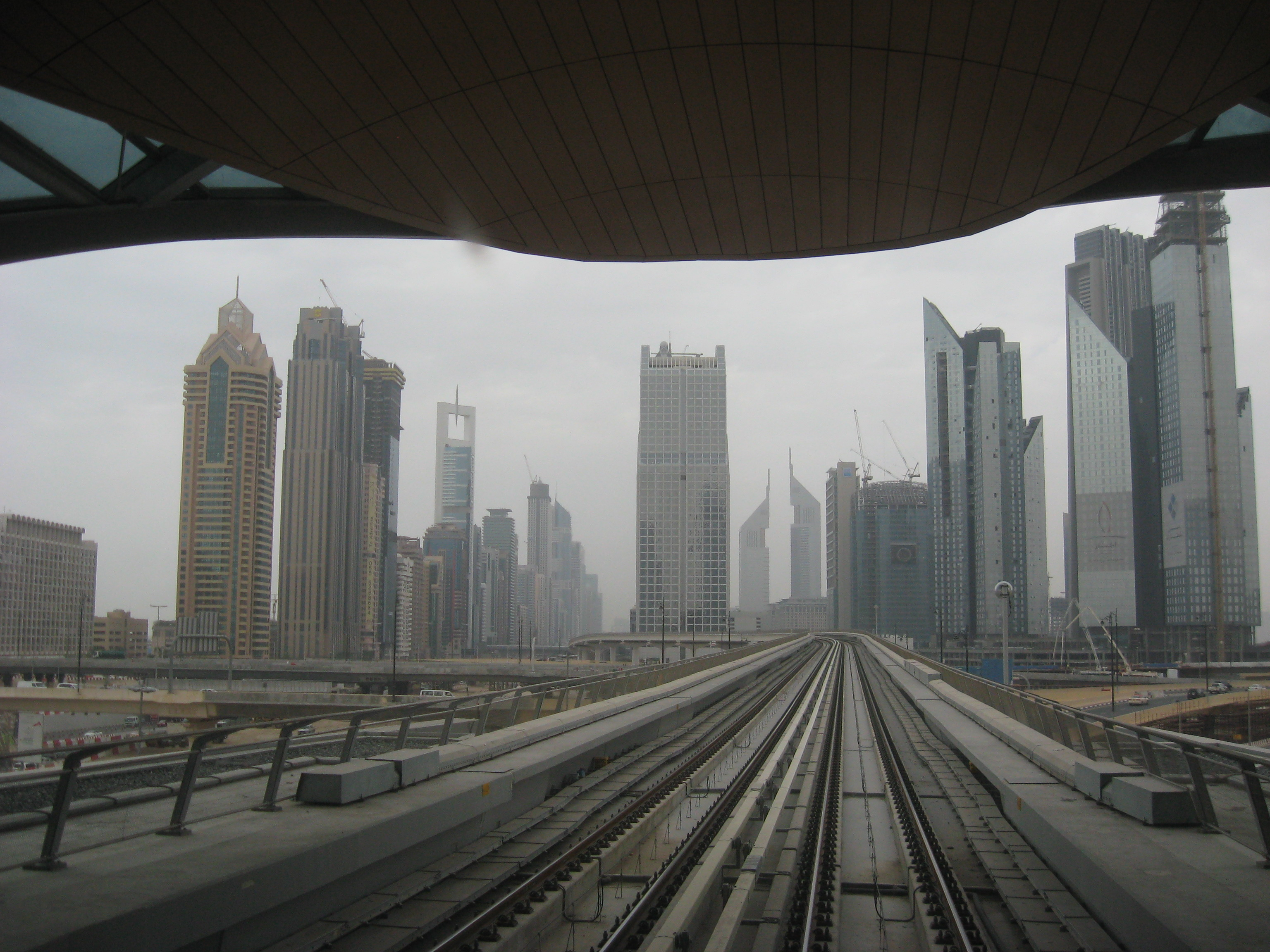
الخط الأحمر بداية محطة المترو مارس 2010.
محطة الغبيبة
خريطة المسار الأخضر في مترو دبي المعلقة في أحد القاطرات
لوحات داخل محطة الغبيبة في مترو دبي
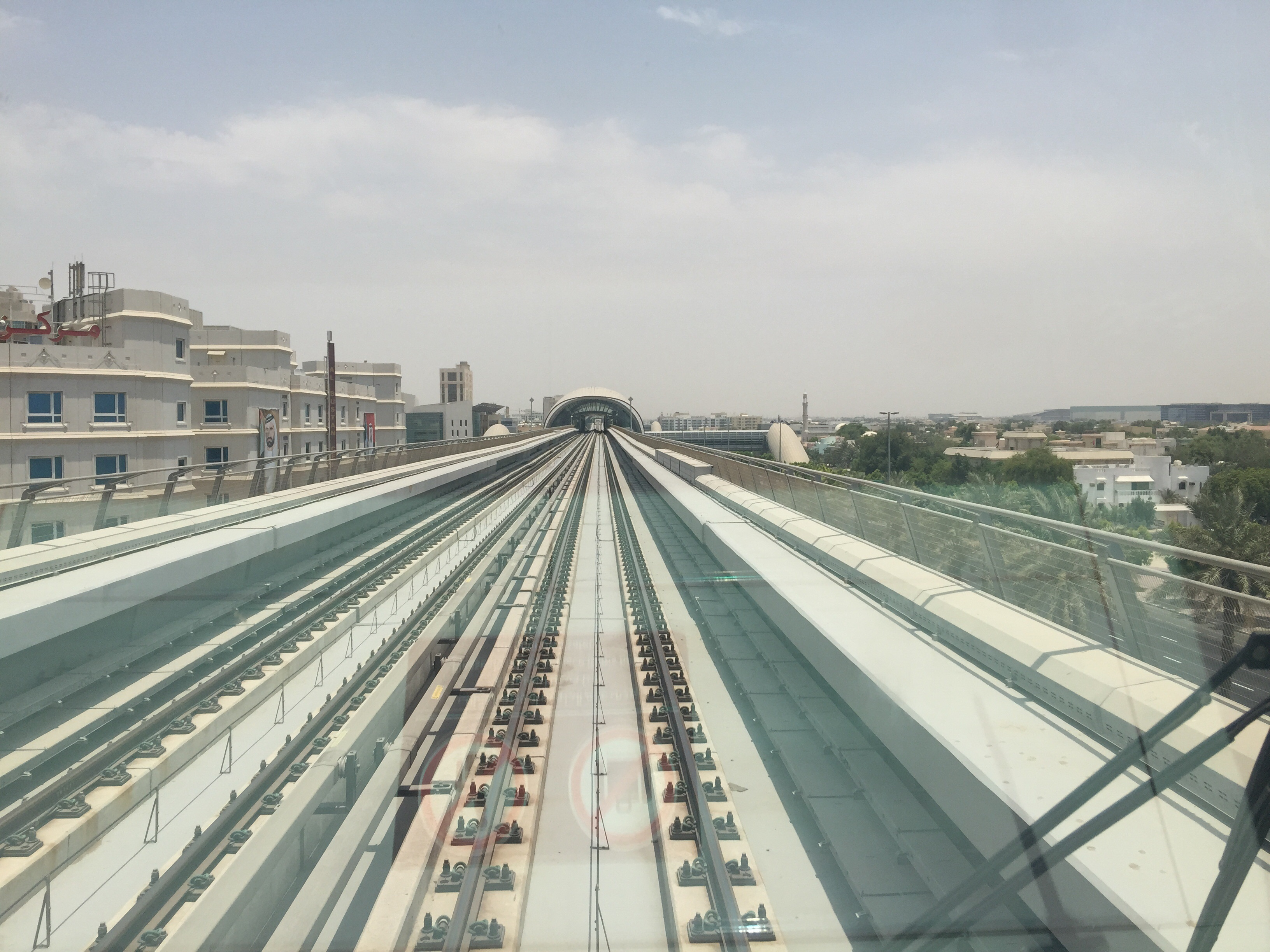
أحد ممرات مترو دبي من بعيد

## اقرأ أيضاً
- قائمة مشاريع عملاقة
- ترام دبي
- النقل في دبي
- بطاقة نول الإلكترونية
- النقل بالسكك الحديدية في الإمارات
- التطورات في دبي
- سكة نخلة جميرا الأحادية

## وصلات خارجية
- هيئة الطرق والمواصلات نسخة محفوظة 19 أبريل 2010 على موقع واي باك مشين.
- بوابة حكومة دبي